# Ricardo Chavira

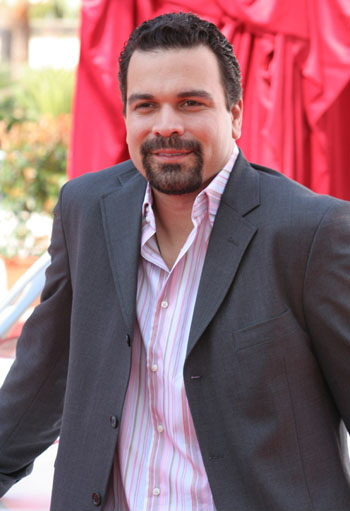
Ricardo Antonio Chavira in Montecarlo (2005)

Ricardo Antonio Chavira (* 1. September 1971 in Austin, Texas) ist ein US-amerikanischer Schauspieler.

## Leben
Chavira wuchs zusammen mit seinen Geschwistern und Eltern in Austin, Texas auf. Nachdem er im Jahr 2000 seinen Master of Fine Arts an der University of California, San Diego ablegte, zog er nach Los Angeles, wo er an einigen bedeutenden Theatern spielte.
Weltweit bekannt wurde er durch die seit 2004 produzierte US-Fernsehserie Desperate Housewives in der Rolle des Carlos Solis, dem Ehemann der von Eva Longoria gespielten Gabrielle Solis. Er verkörperte den Charakter bis zum Ende der Fernsehserie im Jahr 2012.
Er ist mit Marcea Dietzel verheiratet und hat zwei Kinder.

## Synchronstimme
Seine deutsche Synchronstimme leiht ihm zumeist Marco Kröger.

## Filmografie (Auswahl)
- 2001: New York Cops – NYPD Blue (NYPD Blue, Fernsehserie, Folge 8x12 Thumb Enchanted Evening)
- 2001–2003: JAG – Im Auftrag der Ehre (JAG, Fernsehserie, 2 Folgen)
- 2002: 24 (Fernsehserie, Folge 1x13 12:00 p.m.-1:00 p.m.)
- 2002: Six Feet Under – Gestorben wird immer (Six Feet Under, Fernsehserie, 4 Folgen)
- 2003: Die himmlische Joan (Joan of Arcadia, Fernsehserie, Folge 1x04 The Boat)
- 2004: Alamo – Der Traum, das Schicksal, die Legende (The Alamo)
- 2004–2012: Desperate Housewives (Fernsehserie, 167 Folgen)
- 2007: Kings of South Beach (Fernsehfilm)
- 2007–2008: Monk (Fernsehserie, 2 Folgen)
- 2008: Saving God – Stand Up and Fight
- 2010: Piranha 3D
- 2014: Bad Teacher (Fernsehserie, 2 Folgen)
- 2015: Castle (Fernsehserie, Folge 7x18 Aus nächster Nähe)
- 2016–2017: Jane the Virgin (Fernsehserie, 8 Folgen)
- 2016–2017: Scandal (Fernsehserie, 15 Folgen)
- 2017: Santa Clarita Diet (Fernsehserie, 7 Folgen)
- 2018: Hawaii Five-0 (Fernsehserie, Folge 8x8 „Tollkühn“)
- 2021: Chicago P.D. (Fernsehserie, Folge 9x6 „Ein letzter Dienst“)
- 2023: Glamorous (Fernsehserie, 10 Folgen)
- 2024: Will Trent (Fernsehserie, Folge 2x3)